# Festen på Gärdet

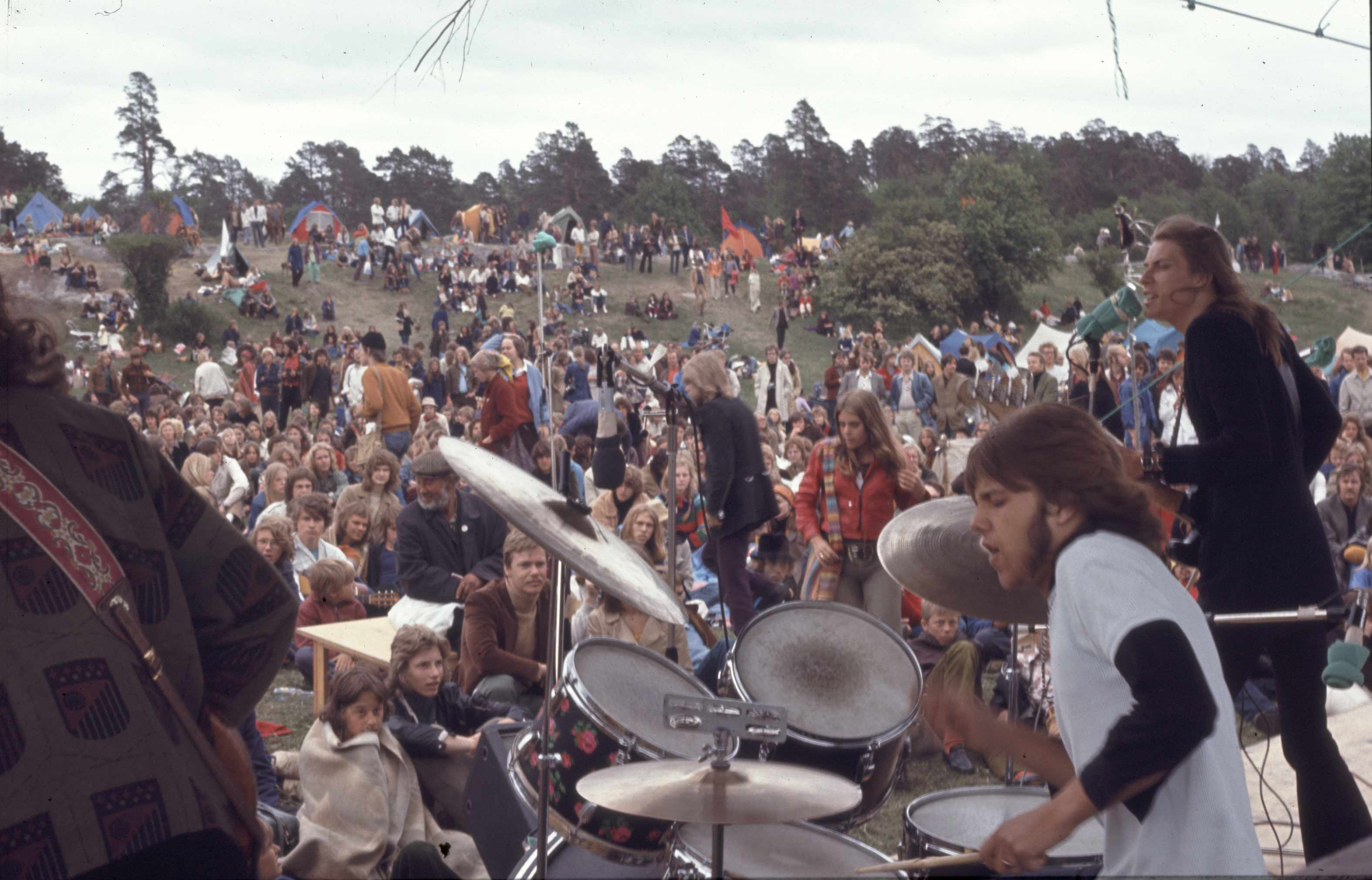
Gärdetfesten 1971.

Festen på Gärdet, Gärdetfesten eller Gärdetfestivalen var en gratis musikfestival som arrangerades på Gärdet i Stockholm, ursprungligen vid två tillfällen sommaren 1970.

## Festerna
Den första festen på Gärdet anordnades mellan den 12 och 14 juni 1970, inspirerad av Monterey Pop Festival och Woodstockfestivalen som en kulturpolitisk manifestation. Festivalen anordnades utan att man ansökt om tillstånd. Man ville dock först anordna festen med tillstånd på Skeppsholmen, men eftersom kommunen krävde en summa pengar (50 000 kr) i deposition som arrangörerna inte hade, förflyttades festen till Gärdet. Band som Gunder Hägg, Träd, Gräs och Stenar, Solen skiner, Gudibrallan, Love Explosion och Arbete & Fritid spelade. Festen på Gärdet kom att fungera som något av en samlande startpunkt för den vänsterorienterade progressiva musikrörelsen som kommit att kallas för proggen.
Den andra festen på Gärdet anordnades mellan den 20 och 23 augusti samma år, och förutom många av de band som redan deltagit på första festen medverkade band som Turid, Fläsket brinner, Samla Mammas Manna, Södra Bergens Balalaikor, NJA-gruppen (senare Fria Pro), Det Europeiska Missnöjets Grunder och Låt 3:e örat lyssna in & 3:e benet stampa takten.
Även om 1970 års musikfester på Gärdet är de mest kända, så anordnades nya musikfester där i något skiftande form under åren fram till 1977. Bland annat arrangerades en musikfest den 19 juni 1976, vilken var tänkt som ett alternativ till att besöka kung Carl XVI Gustafs bröllop och lockade nära 5 000 personer. En Gärdetfestival hölls också under sommaren 1991, då bland andra Jukka Tolonen Band, Homy Hogs och Kenta Gustafsson framträdde. Stockholms stad ansåg efter detta att ljudnivåer av detta slag var alltför störande avseende Gärdet. Detta ledde till att 30-årsjubileet 2000 inte kunde få tillstånd att arrangeras på Gärdet (se nedan).

## Skivutgivning
1971 gav skivbolaget Silence ut en dubbel-LP med material ifrån den andra festen på Gärdet med titeln Festen på Gärdet (SRS 4603). Träd, Gräs och Stenar gav 1996 ut CD:n Gärdet 12.6.70 på Subliminal Sounds. Denna inspelning gjordes av Joakim Skogsberg.

## 30-årsjubileum
30-årsjubileet firades på Skeppsholmen i Stockholm år 2000 då i det närmaste alla artister från Gärdet återigen var med. Gudibrallan, Träd, Gräs och Stenar, Contact, Love Explosion, Blå Tåget, Turid, Jan Hammarlund och ytterligare 60 artister återuppstod. Anslutningen var såpass god att man året därpå, 2001, gjorde en repris då också Kebnekajse återuppstod.

## Modern efterföljare
Ytterligare tio år senare hölls mindre tillställningar på Gärdet. Under mystiska omständigheter med bland annat enbart marknadsföring i form av mindre upplagor handgjorda affischer, inbjudan via Facebook samt något enstaka tillfälle av medverkande i media: År 2010 anordnades Masstrivsel på Gärdet av Konstmassivet. År 2011 gick ett evenemang av stapeln som slutet sällskap med anmälan.
Året 2019 kom den amerikanska franchise-musikfestivalen (grundad 1991 av Jane's Addictions frontfigur Perry Farrell) Lollapalooza till Sverige, och denna festival började från och med då att hållas på Gärdet.